# Geronimo
Geronimo (Goyaałé, Goyathle, Geronimo; Kanjon No-Doyohn, Arizona, SAD, 16. lipnja 1829. – Fort Sill, Oklahoma, SAD, 17. veljače 1909.), legendarni poglavica plemena Chiricahua Apača i borac protiv bjelačkih kolonizatora, Amerikanaca iz SAD-a i Španjolaca iz Meksika, koji su željeli natjerati njegovo pleme da se ograniči na život u indijanskom rezervatu.

## Životopis
Pravo mu je ime bilo  Goyathlay ('Onaj koji zijeva') i vjerojatno je bio posljednji pripadnik bande Bedonkohe. 
Rodio se kod Turkey Creeka, pritoku rijeke Gila, na području današnje savezne države Arizone, koje se u to vrijeme nalazilo u sastavu Meksika. Odgajan po plemenskim običajima, imao je mnogo žena i najmanje šestero djece.
Godine 1850. Meksikanci su mu, u napadu na njegov logor dok su muškarci trgovali u gradu, ubili prvu ženu Alope, troje djece i majku. Njegova mržnja bila je neopisiva, a poglavica Mangas Colorados poslao ga je da dovede poglavicu Cochisea i njegove ratnike koji bi im trebali pomoći u osveti.
Ime Geronimo dobio je jer je izveo pokolj nad Meksikancima na blagdan sv. Jeronima, a po drugoj priči zbog toga što bi u tijeku njegova napada, Meksikanci u panici zazivali u pomoć sv. Jeronima. O njemu je kružio mit da ga metci ne mogu ubiti. Ratovao je dugo protiv Meksikanaca, a kada su Amerikanci poslije 1848. godine postali relevantna snaga na njegovom teritoriju, okrenuo se i protiv njih. Američke vlasti su nastojale njega i njegovo pleme zatvoriti u rezervat, čemu se on žestoko opirao. Ipak, 1877. godine su ga američki vojnici uspjeli prisiliti na povlaćenje u rezervat, ali je uspio pobjeći 1881. godine te je nastavio s prepadima na meksički i američki teritorij. Predao se konačno 4. rujna 1886. godine američkom generalu Nelson Appleton Miles u Kanjonu kostura kad se s 38 ljudi strmoglavio u kanjon te je bio u progonstvu sa svojim ljudima u raznim dijelovima SAD-a. Po njegovim riječima, nikad nije bio poglavica, već ratni vođa. Posljednji je poglavica Indijanaca koji se predao vojsci SAD-a. Rodnu Arizonu nikad više nije vidio.
Godine 1905. sudjelovao je, jašući na konju, na inauguraciji američkog predsjednika Theodorea Roosevelta. Prešao je na kršćanstvo, ali su ga zbog kockanja izopćili iz Crkve. Preživljavao je baveći se poljoprivredom i prodajući razglednice i slične stvari. Umro je u Fort Sillu s 80 godina od upale pluća.

## Galerija
- Geronimo u apačkom logoru prije predaje generalu Crooku, 27. ožujka 1886.
- Geronimo, poglavica Apaša, na konju, 1886.
- Geronimo (desno) i njegovi ratnici s lijeva na desno: Yanozha (Geronimosov šogor), Chappo (Geronimov sin druge supruge) i Fun (polubrat od Yanozha) 1886.
- Geronimov portret fotorgafa Franka Rineharta, 1887.
- Portret Geronima, fotografija Adolpha F. Muhra, oko 1898.
- Geronimo oko 1901.
- Gereonimov grob u Fort Sillu, Oklahoma

## Vanjske poveznice
|  | Zajednički poslužitelj ima još gradiva o temi Geronimo |

- Geronimo – Hrvatska enciklopedija
- Geronimo – Proleksis enciklopedija
- Geronimo, apaški ratnik, vođa i legenda – Britannica Online (engl.)
- Geronimo – biography.com (engl.)
- Geronimo (o. 1829. – 1909.) – okhistory.org (engl.)